# Guillaume Caoursin

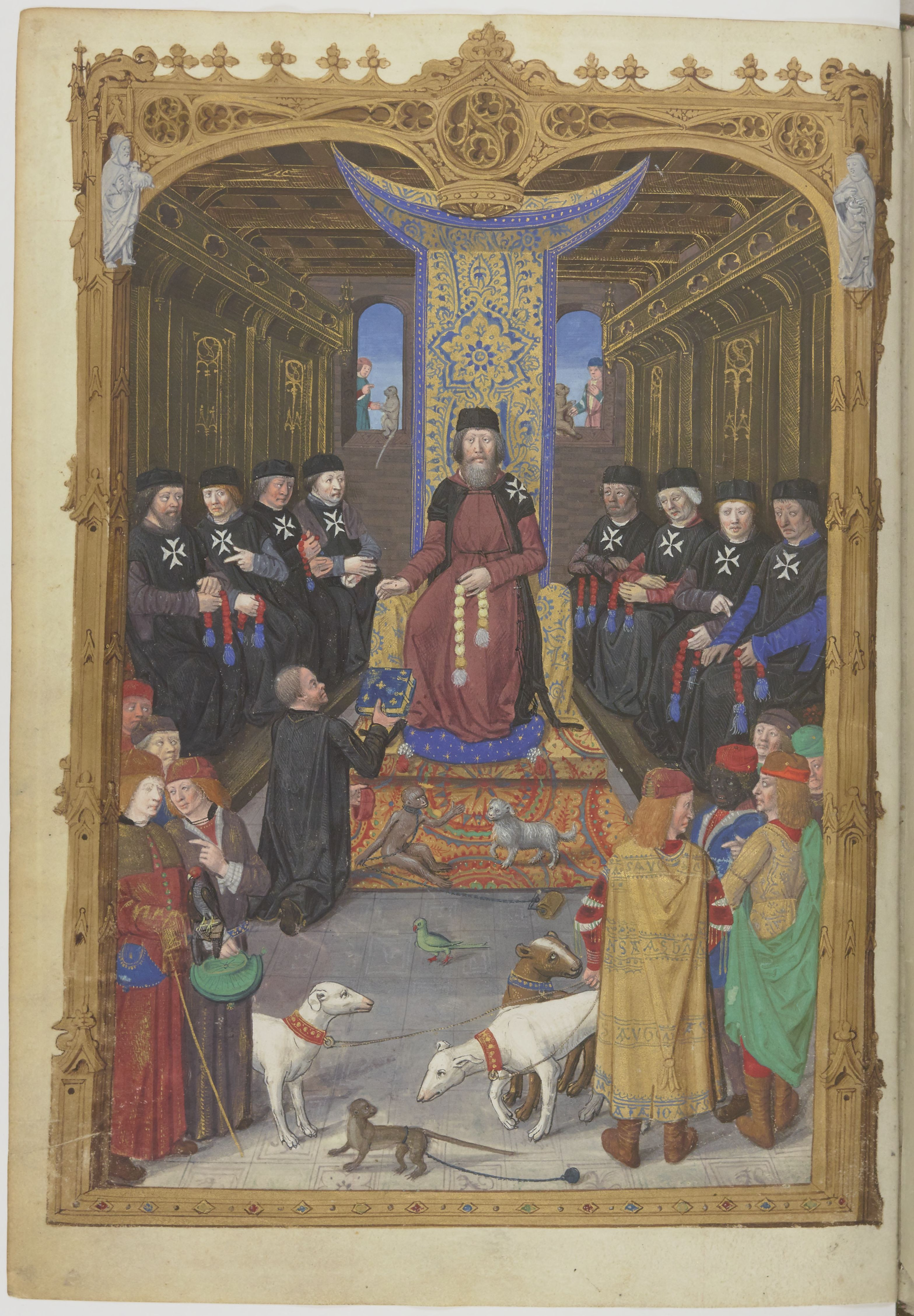
Guillaume Caoursin (link van het midden) biedt zijn verslag over het beleg van Rhodos aan bij grootmeester Pierre d'Aubusson.

Guillaume Caoursin (Dowaai, ca. 1430 - Rodos, 1501) was een schrijver en vicekanselier van de Orde van Sint Jan van Jeruzelem en Rhodos.

## Biografie
Guillaume Caoursin werd geboren in de plaats Dowaai in Vlaanderen. Hij studeerde in Parijs aan de Sorbonne. Op 40-jarige leeftijd wordt Caoursin opgenomen in de Orde van Sint Jan van Jeruzalem en Rhodos. Onder grootmeester Pierre d'Aubusson werd hij benoemd tot vicekanselier van de Orde. In die functie is hij als diplomaat veel actief in het buitenland. Tegenwoordig is Caoursin bekend als geschiedschrijver van de Orde. Zo schreef hij een kroniek over het Beleg van Rhodos in 1480. Deze in Latijn opgestelde kroniek werd een ware bestseller in zijn tijd en werd diverse malen herdrukt en ook vertaald in het Engels. Hij stierf in Rodos in het jaar 1501.